# Acanthocobitis urophthalmus
Acanthocobitis urophthalma là một loài cá vây tia thuộc họ Balitoridae. Loài này chỉ có ở Sri Lanka.